# Равне (Мирна)
Равне (словен. Ravne) — поселення в общині Мирна, регіон Південно-Східна Словенія, Словенія.